# Pentateuc samarità

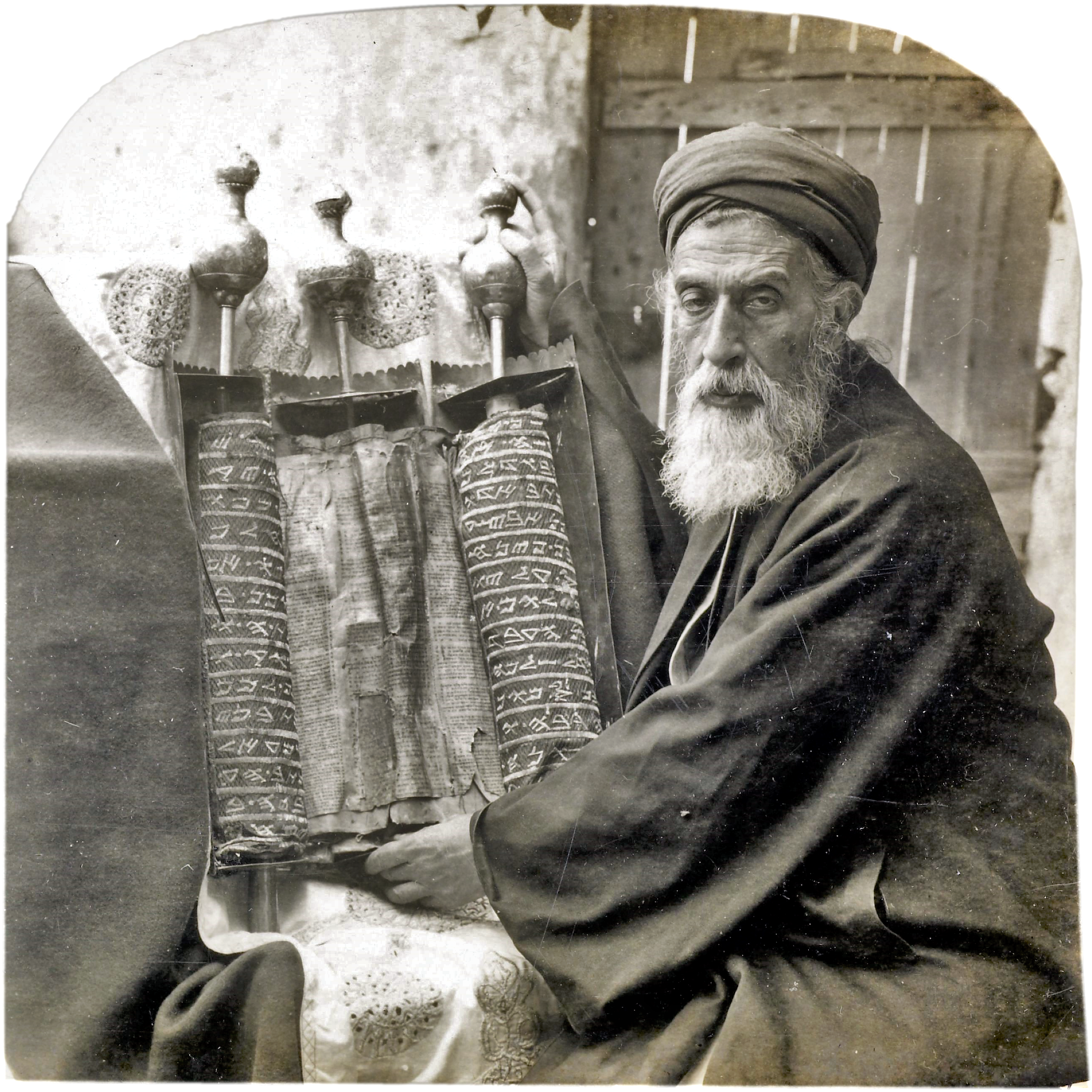
Un summe sacerdot samarità i el Pentateuc antic, 1905

La Torà samaritana (en hebreu samarità: ࠕࠫࠅࠓࠡࠄ, Tōrāʾ), també anomenat Pentateuc samarità, és un text de la Torà escrit en escriptura samaritana i utilitzat com a escriptura sagrada pels samaritans. Es remunta a una de les versions antigues de la Bíblia hebrea que va existir durant el període del Segon Temple, i constitueix tot el cànon bíblic en el samaritanisme.
Hi ha unes sis mil diferències entre el text samarità i el masorètic jueu. La majoria són variacions menors en l'ortografia de les paraules o construccions gramaticals, però d'altres impliquen canvis semàntics significatius, com el manament únic samarità de construir un altar al mont Gerizim o el manament de ser monògams. Gairebé dos mil d'aquestes variacions textuals coincideixen amb la Septuaginta grega koiné i algunes es comparteixen amb la Vulgata llatina. Al llarg de la seva història, els samaritans han fet ús de traduccions del Pentateuc samarità a l'arameu, el grec i l'àrab, així com les obres litúrgiques i exegètiques basades en ell.
Va ser conegut per primera vegada al món occidental l'any 1631, demostrant el primer exemple de l'alfabet samarità i va provocar un intens debat teològic sobre la seva edat relativa versus el text masorètic. Aquesta primera còpia publicada, molt més tard etiquetada com a Còdex B per August von Gall, es va convertir en la font de la majoria de les edicions crítiques occidentals del Pentateuc samarità fins a la segona meitat del segle xx; avui el còdex es guarda a la Bibliothèque nationale de France.
Alguns manuscrits pentateucals descoberts entre els Manuscrits de la mar Morta s'han identificat com a tipus de text "pre-samarità".
Se li ha donat una importància especial al Rotlle d'Abisua, que és emprat a la sinagoga samaritana de Nablus. Els samaritans afirmen que fou escrit per Abisua, el besnet d'Aaron (1 Cr 6:50) tretze anys després de l'entrada a la terra d'Israel sota el lideratge de Josuè, fill de Nun. Els erudits moderns, això no obstant, han observat que el rotlle sembla incloure residus de treball d'escribes diferents i de diferents segles, amb el text més antic datat del segle XII aC.

## Antecedents
Els samaritans afirmen que ells són descendents del Regne d'Israel del nord, que havia estat dividit amb el Regne de Judà del sud després de la mort del rei Salomó (1 Re 12). El Regne del Nord fou conquerit pels assiris, i el del sud pels babilonis.
Els jueus mai no acceptaren aquesta història de l'origen samarità, confiant, en canvi, en la narració que apareix a 2 Re 17:24-41.
Els samaritans rebutgen la Talmud i utilitzen les seves tradicions orals pròpies, que han estat passades a través de les generacions i les que ells creuen que és la pràctica original que Moisès ensenyà als nens d'Israel al Mont Sinaí.

## Suport del text samarità
Alguns erudits bíblics protestants creuen que la lectura de Gerizim és actualment la lectura original, atès que és la muntanya per proclamar benediccions, i ella és molt verda i rica en vegetació (contrària al mont Ebal, que és estèril i la muntanya per proclamar malediccions), entre altres arguments.
També Benjamin Kennicott sosté que la versió hebrea no pot ser més autèntica només perquè sigui l'hebrea: «Veiem llavors que a mesura que l'evidència d'un text destrueix l'evidència d'un altre i, com existeix, de fet, l'autoritat de versions en oposició a l'autoritat de versions sense arguments exactes o més aviat sense cap argument, aquests es poden extreure d'aquí per corregir la corrupció de tots dos costats».

## Suport del text masorètic
Un fragment dels manuscrits de la mar Morta (conegut com a 4Q41(981)) del Dt 5:1-25 no conté cap referència al Mont Gerizim, però és igual al text masorètic.
El text masorètic és neutral respecte al "lloc d'adoració" en comptes d'estar inclinat envers el punt de vista dels jueus (que Jerusalem és el "lloc escollit"). D'altra banda, el text samarità s'inclina específicament cap al Mont Gerizim, d'acord amb l'opinió dels samaritans.
El Nou Testament està d'acord amb la versió masorètica designant Jerusalem com el "lloc escollit".Joan 4:21,22 i Lluc 9:53